# بخش مویینگ لوئی
بخش مویینگ لوئی (به لاتین: Mueang Loei District) یک سکونتگاه مسکونی در تایلند است که در استان لوئی واقع شده‌است.

## خصوصیات
بخش مویینگ لوئی  ۱۱۷٬۰۳۹ نفر جمعیت دارد.